# Dinastia Nguyễn
La dinastia Nguyễn (in vietnamita antico: 阮) è l'ultima dinastia imperiale vietnamita. Comprende tredici sovrani che regnarono sul Vietnam dal 1802 al 1945, anche se dal 1883 furono solo figure rappresentative sotto la dominazione coloniale francese. Furono i discendenti dei Nguyễn, signori feudali che controllarono i territori dell'odierno Vietnam centrale e meridionale per conto della seconda dinastia Lê.

## Origini del casato Nguyễn
Quella dei Nguyễn è stata una delle più importanti famiglie nella storia del Vietnam, originaria della provincia di Thanh Hóa, (Thanh Hoa era parte della regione centrale di Annam e non quella del nord del Tonchino, o comunque la maggior parte territoriale dell'attuale provincia di Thanh Hoa era ai tempi dei Francesi sotto la regione centrale di Annam, fonte wikipedia Indocina francese) sui confini con la regione settentrionale del Tonchino dell'odierno Vietnam, la prima menzione della famiglia risale al primo secolo.
Il suo primo rappresentante di una certa importanza fu il granduca Nguyễn Bặc, vissuto ai tempi della dinastia Đinh nel X secolo. I Nguyễn si affermarono definitivamente ai tempi dell'imperatore ed eroe nazionale Lê Lợi (1385-1433), fondatore della seconda dinastia Lê.
Durante la guerra civile che era seguita all'indebolimento della seconda dinastia Lê, i Nguyễn si erano uniti ai Trịnh (altra storica famiglia nazionale, che avrebbe preso il controllo del nord) nella lotta contro la dinastia Mạc. Nguyễn Kim, leader dell'alleanza, fu assassinato nel 1545 da un emissario dei Mạc, i suoi figli erano troppo giovani e il suo posto fu quindi preso dal genero Trịnh Kiểm.
Nel 1558, il figlio di Kim Nguyễn Hoàng divenne signore del centro e del sud del Vietnam e si insediò a Huế, inaugurando il dominio nella regione dei Nguyễn, che solo formalmente versarono tributi agli imperatori Lê. In questo periodo espansero i propri territori e, non potendo fregiarsi del titolo di imperatori, si fecero chiamare signori, in vietnamita Chúa. Tra i principali capi della famiglia nel periodo pre-imperiale vi furono:
- Nguyễn Kim (1468-1545)
- Nguyễn Hoàng (1558-1613)
- Nguyễn Phúc Nguyên († 1635)
- Nguyễn Phúc Lan († 1648)

## Ribellione Tây Sơn, distruzione e rinascita dei Nguyễn
La ribellione Tây Sơn scoppiata nel 1771 nel villaggio di Tây Sơn, che si trova oggi nella provincia di Qui-nong, portò alla fine della supremazia dei Nguyễn nel 1777, quando i ribelli presero Saigon e trucidarono tutta la famiglia.
La rivolta fu guidata dai tre cosiddetti fratelli Tây Sơn con l'appoggio della popolazione rurale e di diverse minoranze etniche, e si espanse inizialmente in tutto il centro e il sud del Vietnam. Nel 1778, il fratello maggiore dei Tây Sơn si fece proclamare imperatore e fu il fondatore della breve dinastia Tây Sơn.
Dall'eccidio dei Nguyễn a Saigon si salvò il giovane Nguyễn Phúc Ánh, che subito cominciò a combattere per riconquistare il potere.  Negli anni ottanta del Settecento, i Tây Sơn furono impegnati nella conquista del nord e non riuscirono ad arginare il crescente potere di Nguyễn Ánh, che nel 1788 riprese definitivamente Saigon con l'aiuto di militari e moderni armamenti francesi.
Quello stesso anno, dopo aver posto fine al dominio dei Trịnh, il più giovane dei fratelli Tây Sơn portò a termine la conquista del nord e in dicembre sostituì il fratello imperatore, abolendo di fatto la dinastia Lê e prendendo il nome Quang Trung. Alla sua morte, nel 1792, i Tây Sơn iniziarono a indebolirsi e l'esercito di Nguyễn Phúc Ánh ne approfittò penetrando gradualmente verso nord.

## Fondazione della dinastia
Nel giugno 1802, l'esercito Nguyễn entrò vincitore nell'antica capitale Huế, dove Nguyễn Ánh fu incoronato imperatore con il nome Gia Long, che deriva da Gia Định (Saigon) e Thăng Long (Hanoi) e simbolizza l'unione del sud con il nord del Annam.
Le sue forze armate continuarono a penetrare verso nord e il 22 luglio 1802 presero Hanoi, unificando il Paese e garantendo a Nguyễn Ánh una posizione mai raggiunta da alcun sovrano vietnamita; per la prima volta il Paese ebbe una così grande estensione territoriale.
Fu il fondatore della dinastia Nguyễn, i cui sovrani regnarono fino all'abdicazione di Bảo Đại nel 1945.

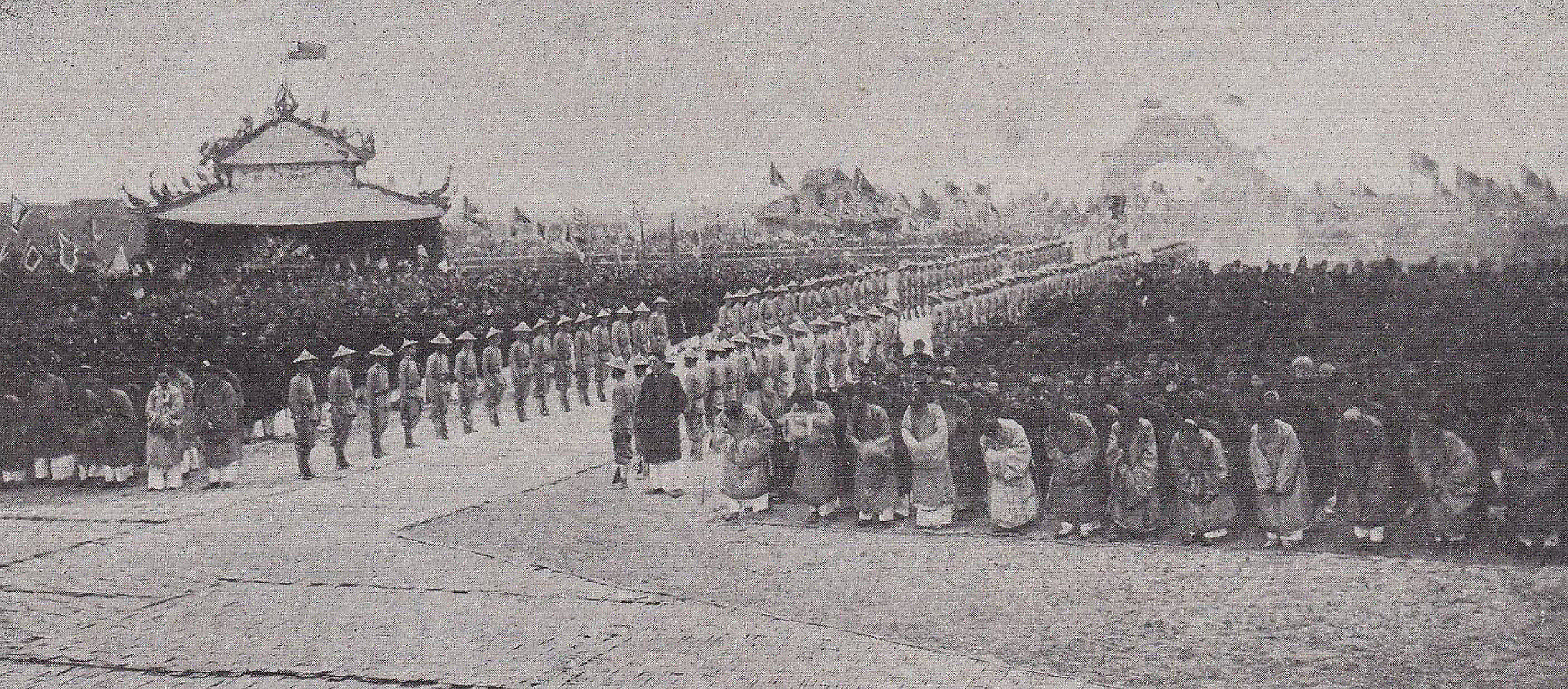
Sua Maestà Bao-Dai ha compiuto il pellegrinaggio alle tombe degli antenati della dinastia a Thanh-Hóa il 17º giorno del 10º mese (4 novembre 1932).

## Imperatori Nguyễn
I sovrani della dinastia Nguyễn regnarono come monarchi assoluti fino al 1883, anno in cui il Vietnam fu assoggettato dall'Impero coloniale francese. Negli anni successivi e fino al 1945 furono figure puramente rappresentative in mano ai colonialisti europei, che nel 1887 fondarono l'Indocina francese con i territori degli odierni Vietnam, Laos e Cambogia.

### Monarchi assoluti
- Gia Long (嘉隆帝 1802-1820)
- Minh Mạng (明命帝 1820-1841)
- Thiệu Trị (绍治帝 1841-1847)
- Tự Đức (嗣德帝 1847-1883)

### Figure rappresentative sotto il dominio francese
Moderni storiografi hanno sostenuto che tutti gli imperatori da Dục Đức a Bảo Đại siano stati sotto il totale controllo dei francesi, che portarono a termine la colonizzazione del Vietnam il 20 agosto 1883 sconfiggendo i vietnamiti nella battaglia di Thuận An, alle porte di Huế, e imposero alla corte imperiale il trattato di Huế, con cui furono istituiti i protettorati su Annam e Tonchino (Protectorat d'Annam e Protectorat du Tonkin).
- Dục Đức (育德帝 1883)
- Hiệp Hòa (协和帝 1883)
- Kiến Phúc (建福帝 1883-1884)
- Hàm Nghi (咸宜帝 1884-1885)
- Đồng Khánh (同庆帝 1885-1889)
- Thành Thái (成泰帝 1889-1907)
- Duy Tân (维新帝 1907-1916)
- Khải Định (启定帝 1916-1925)
- Bảo Đại (保大帝 1925-1945)

## Fine della monarchia
Durante la seconda guerra mondiale, con l'invasione tedesca della Francia l'Impero del Giappone occupò il Vietnam e ne prese il controllo in coordinazione con le autorità collaborazioniste di Vichy. Alla caduta di Vichy, nel 1945 i giapponesi cacciarono i francesi e convinsero Bảo Đại a dichiarare l'indipendenza del neonato Impero del Giappone. In agosto il Giappone firmò la resa agli Alleati e i Vietminh di Ho Chi Minh presero il potere, convincendo Bảo Đại ad abdicare il 25 agosto 1945. Non fu scelto il successore e l'ex imperatore fu nominato supremo consigliere della Repubblica Democratica del Vietnam proclamatasi indipendente il 2 settembre ad Hanoi e riconquistata dai francesi nel novembre 1946.
Bảo Đại visse in esilio per un periodo, durante il quale ebbe inizio la guerra d'Indocina tra i comunisti Vietminh e i colonialisti francesi ricostituitisi nell'Unione francese. Questi ultimi lo convinsero a tornare in patria nel 1949 come capo di Stato, non come imperatore, del nuovo Stato del Vietnam. Il conflitto ebbe fine con la sconfitta francese nella battaglia di Dien Bien Phu e con la Conferenza di Ginevra (1954), con la quale il Paese fu diviso in Vietnam del Nord e Vietnam del Sud. Bảo Đại si trasferì a Parigi ma rimase capo di Stato fino al 1955, quando nel referendum del 1955 il popolo scelse la repubblica e pose fine all'esperienza monarchica nel Paese.

## La dinastia dopo la perdita del potere
Bảo Đại morì in un ospedale parigino il 30 luglio 1997 e a capo della dinastia gli succedettero i seguenti principi:
- Bảo Long, figlio maggiore di Bảo Đại e erede al trono (1997-28 luglio 2007)
- Bảo Thắng, fratello di Bảo Long (28 luglio 2007-15 marzo 2017)
- Bảo Ân, il più giovane dei figli di Bảo Đại, che l'ultimo imperatore ebbe con la concubina Lê Thị Phi Ánh.

## Bandiere delle unità amministrative della dinastia Nguyen
Di seguito elencate le bandiere delle unità amministrative della dinastia Nguyen, rimaste in uso dal 1868 al 1885, con un rapporto di 1:1.

### Province reali

Thua Thien (Thừa Thiên phủ, 承天府)
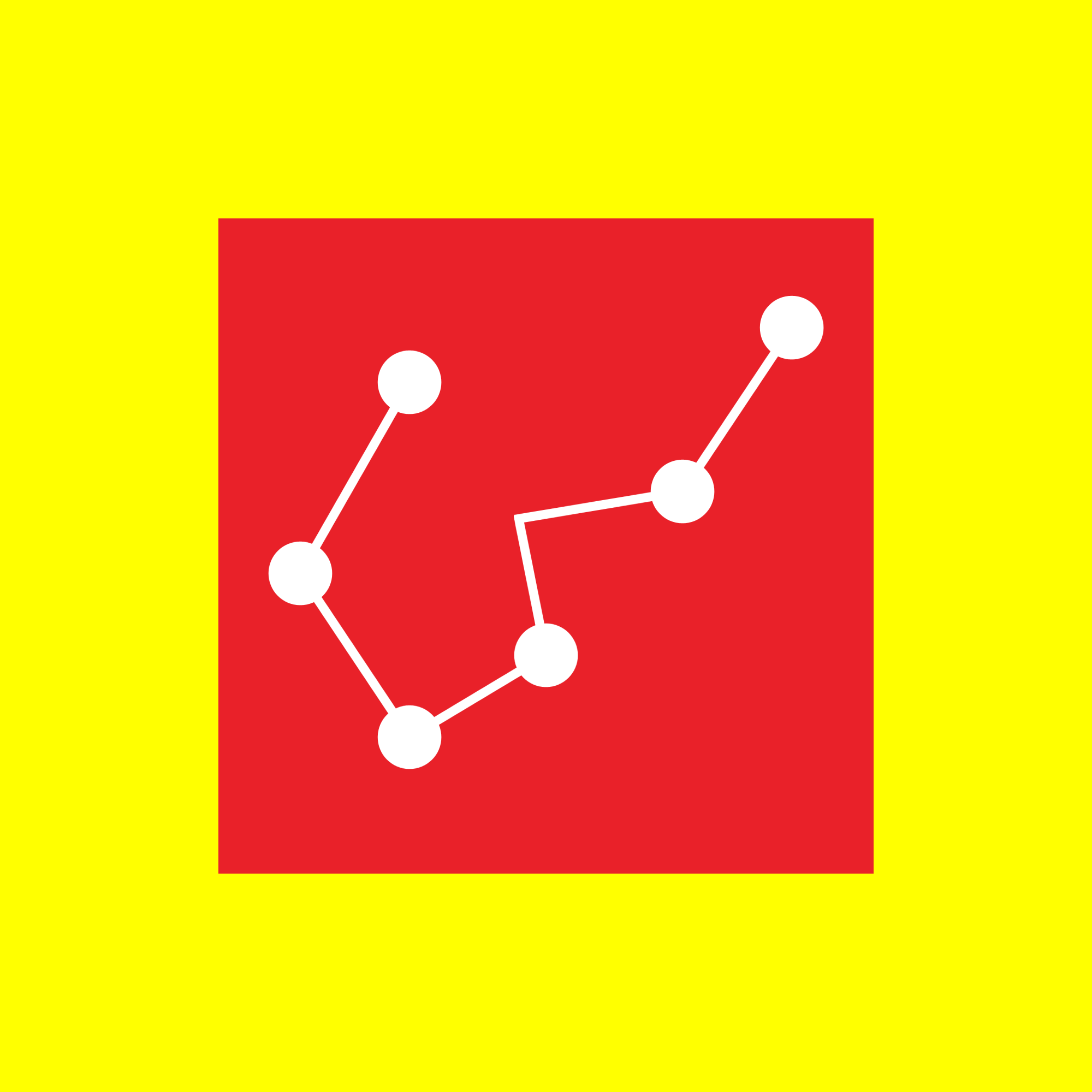
Quang Tri (Quảng Trị tỉnh, 廣治省)
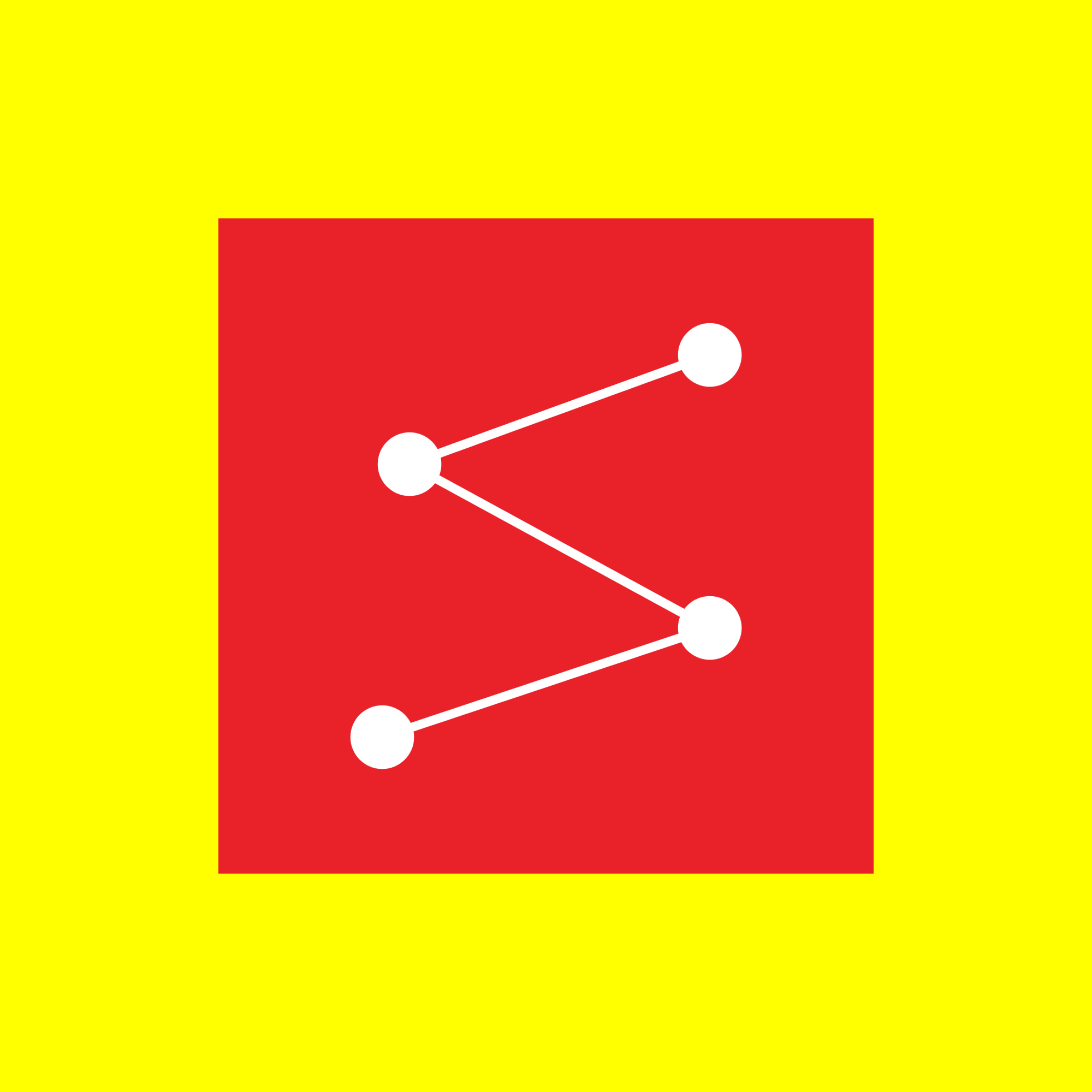
Quang Binh (Quảng Bình tỉnh, 廣平省)
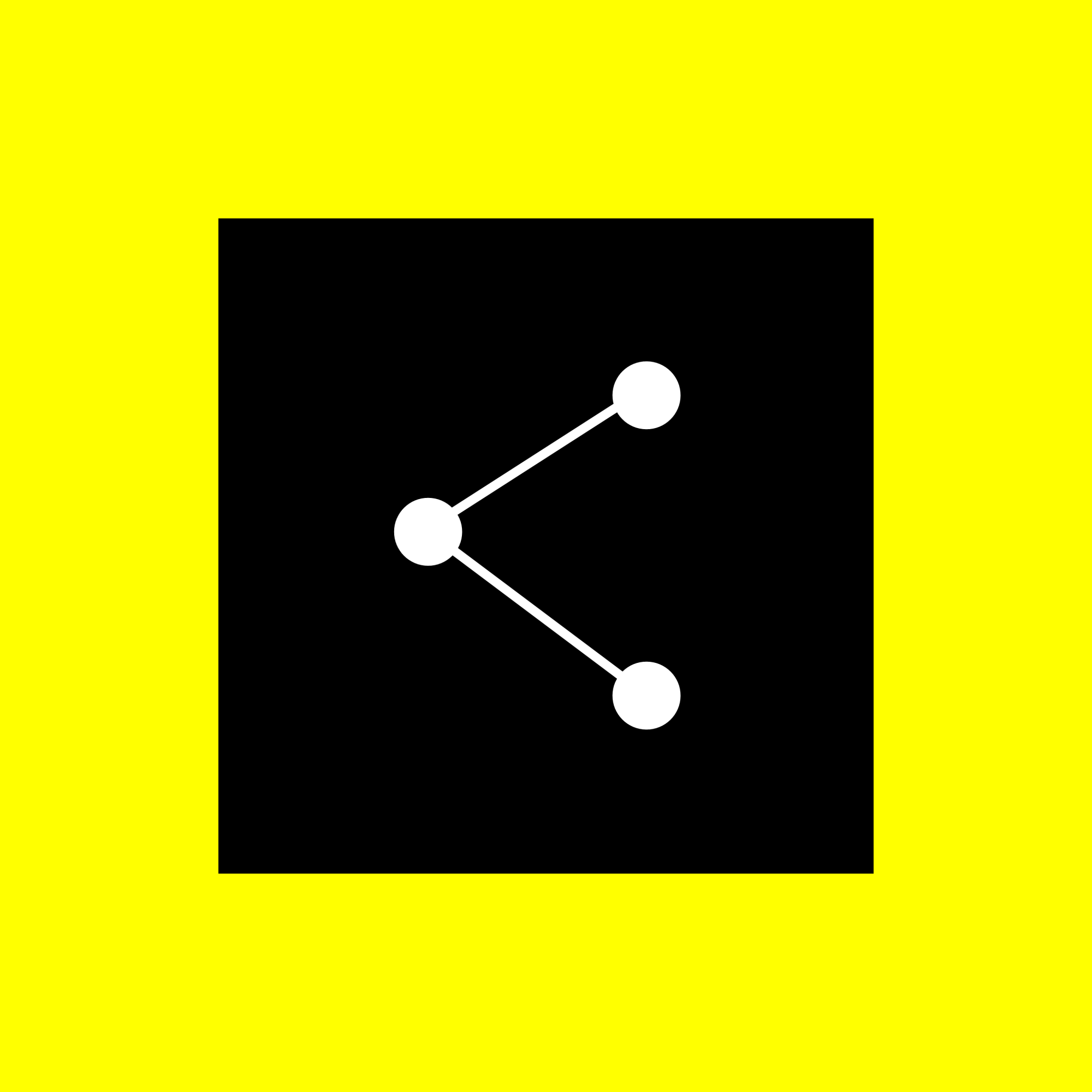
Quang Nam (Quảng Nam tỉnh, 廣南省)
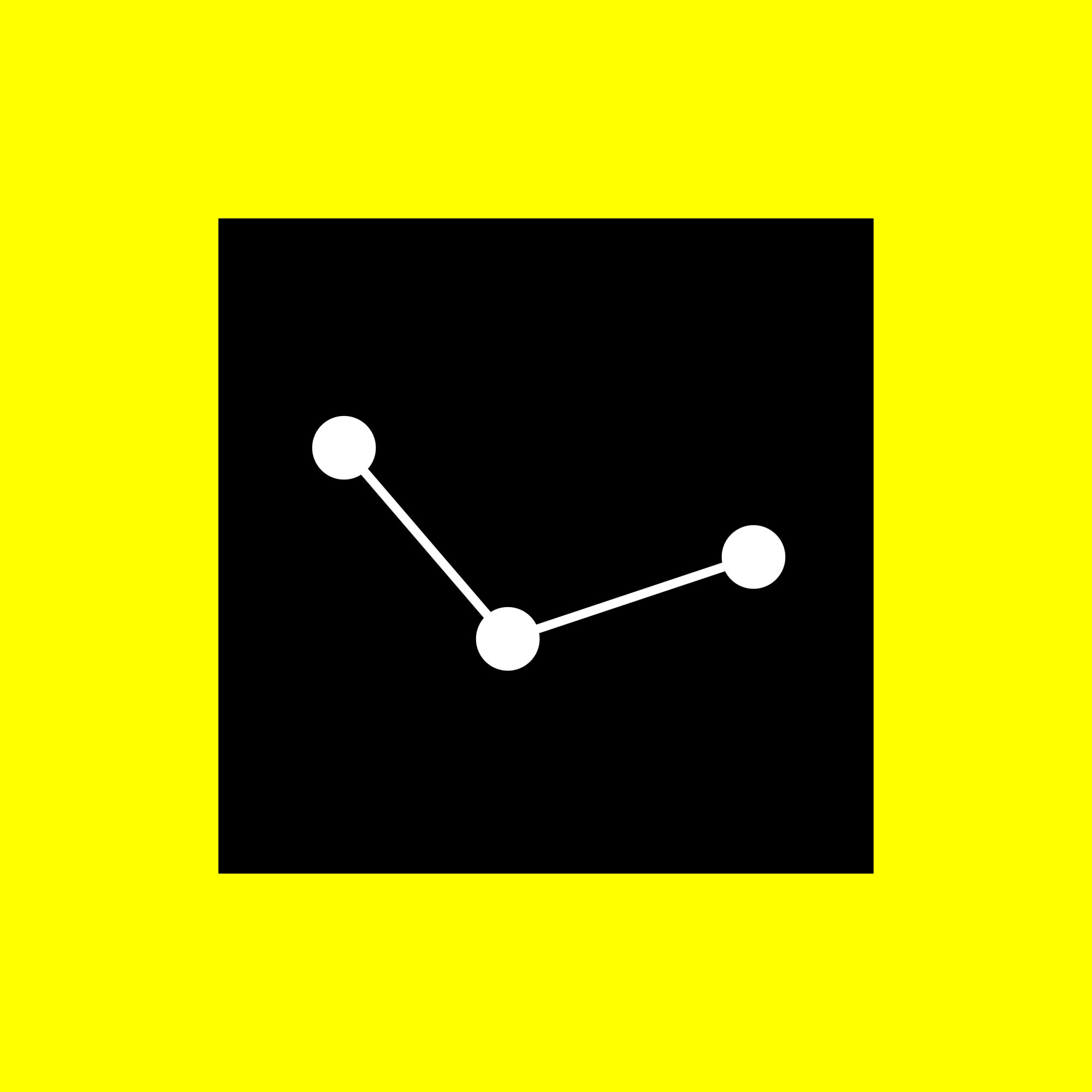
Quảng Ngãi (Quảng Ngãi tỉnh, 廣義省)

### Province della Regione del Nord

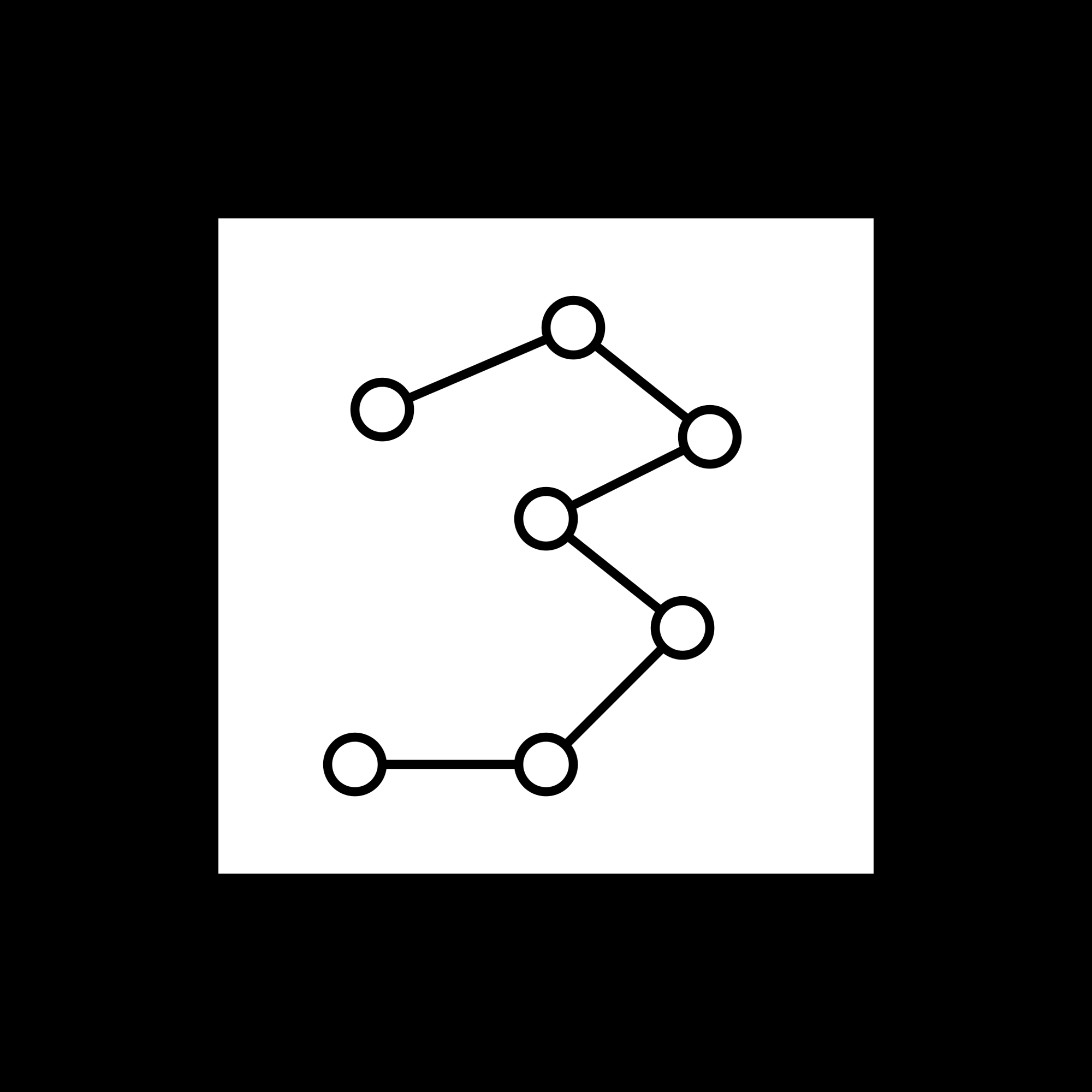
Ha Noi (Hà Nội tỉnh, 河內省)
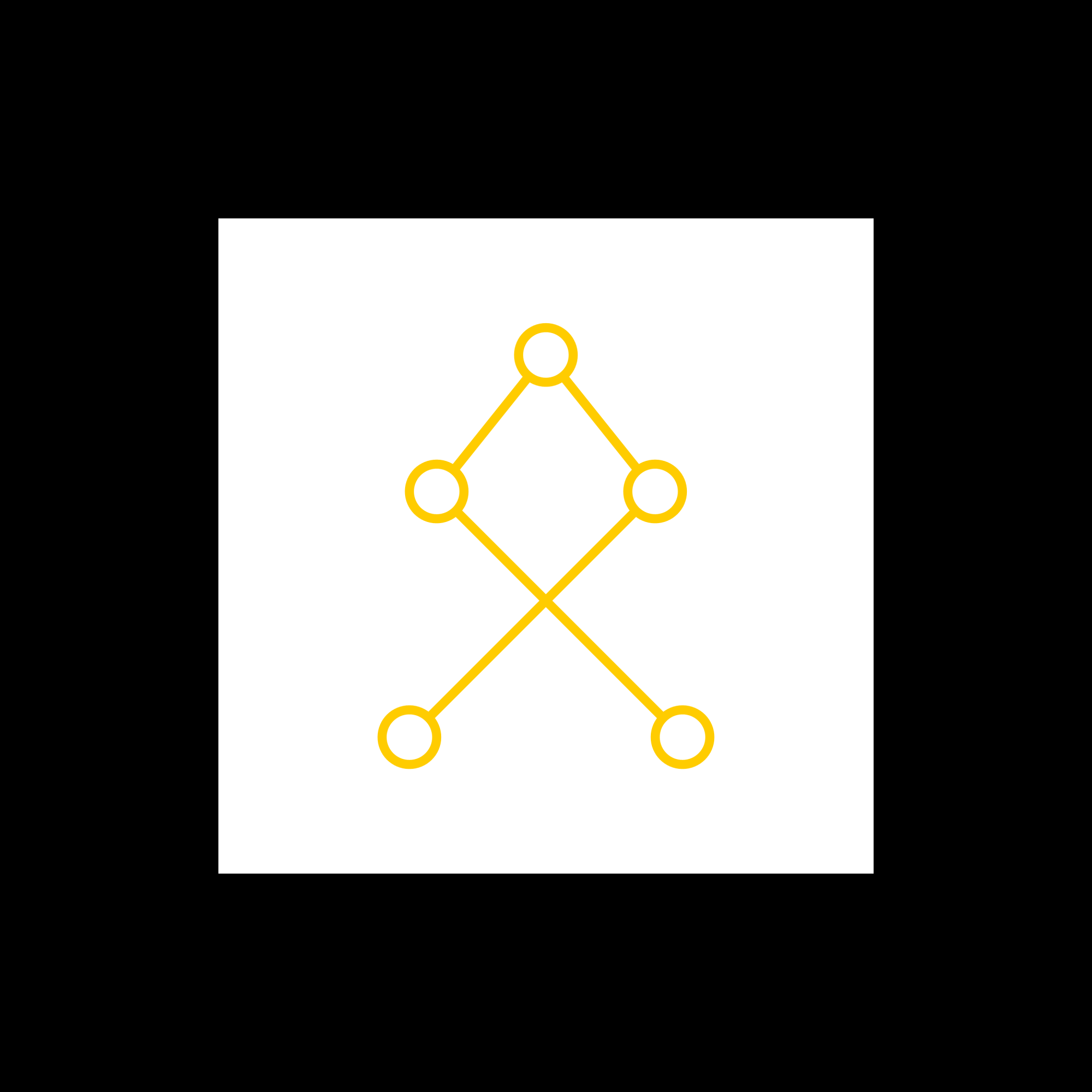
Lạng Sơn (Lạng Sơn tỉnh, 諒山省)
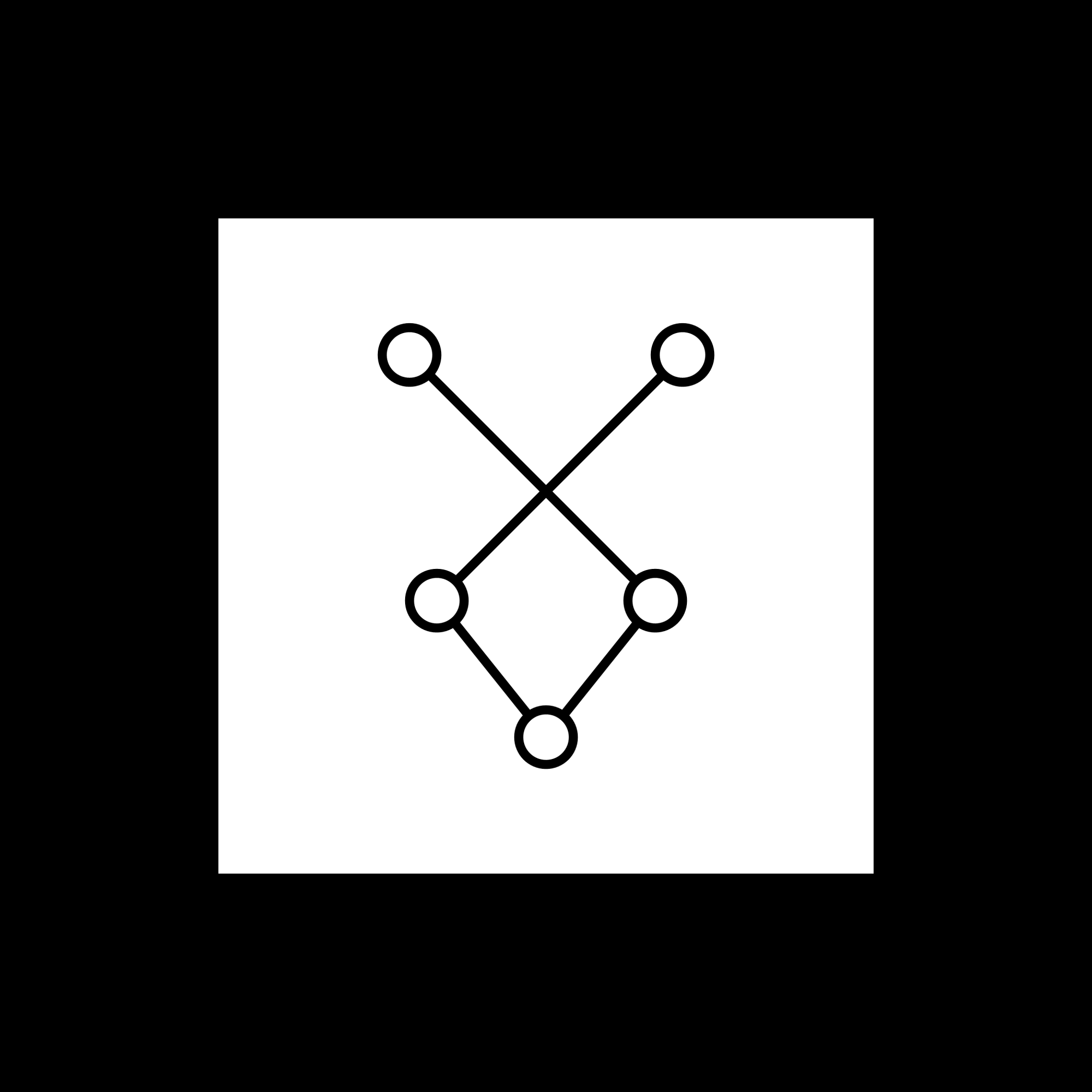
Bắc Ninh (Bắc Ninh tỉnh, 北寧省)
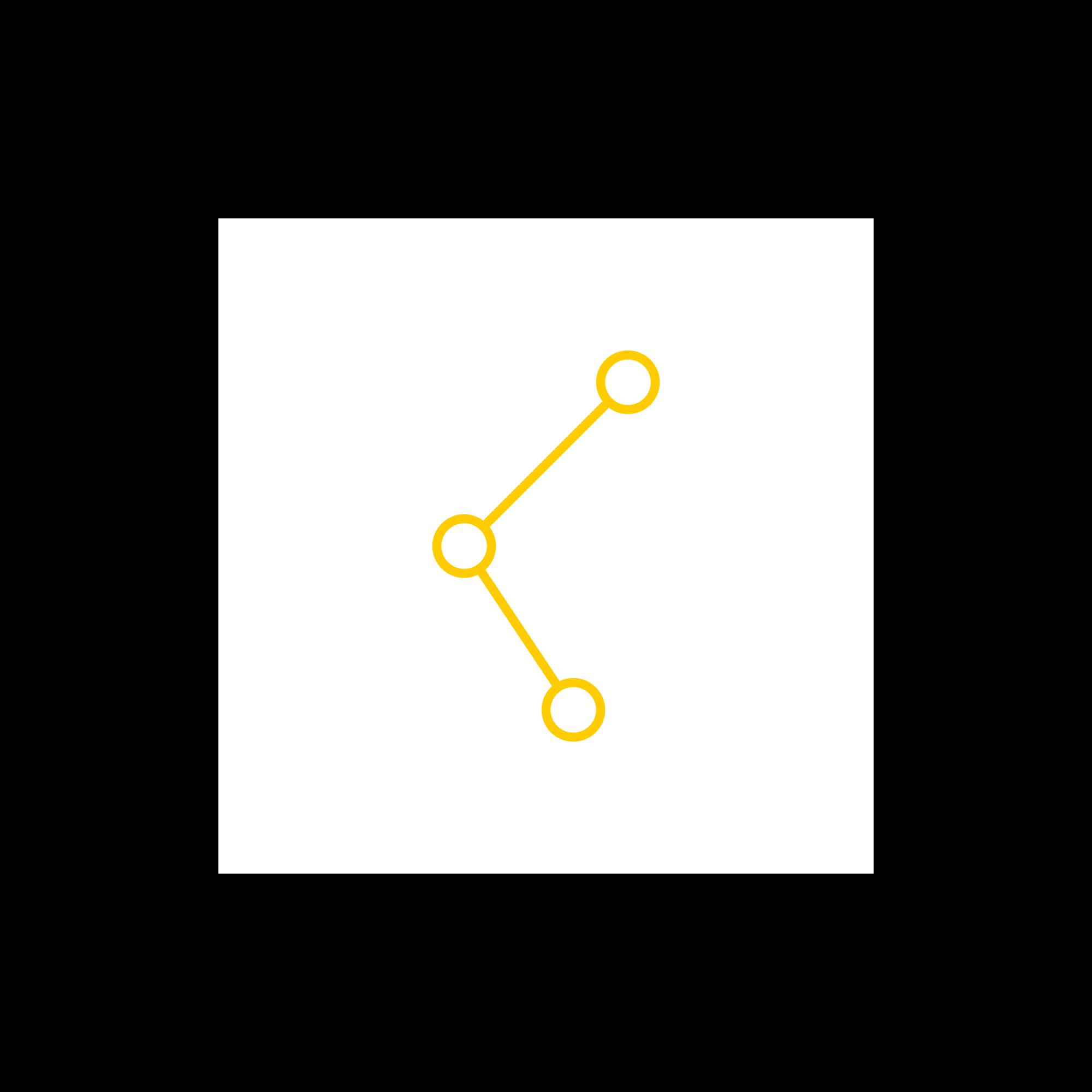
Son Tay (Sơn Tây tỉnh, 山西省)
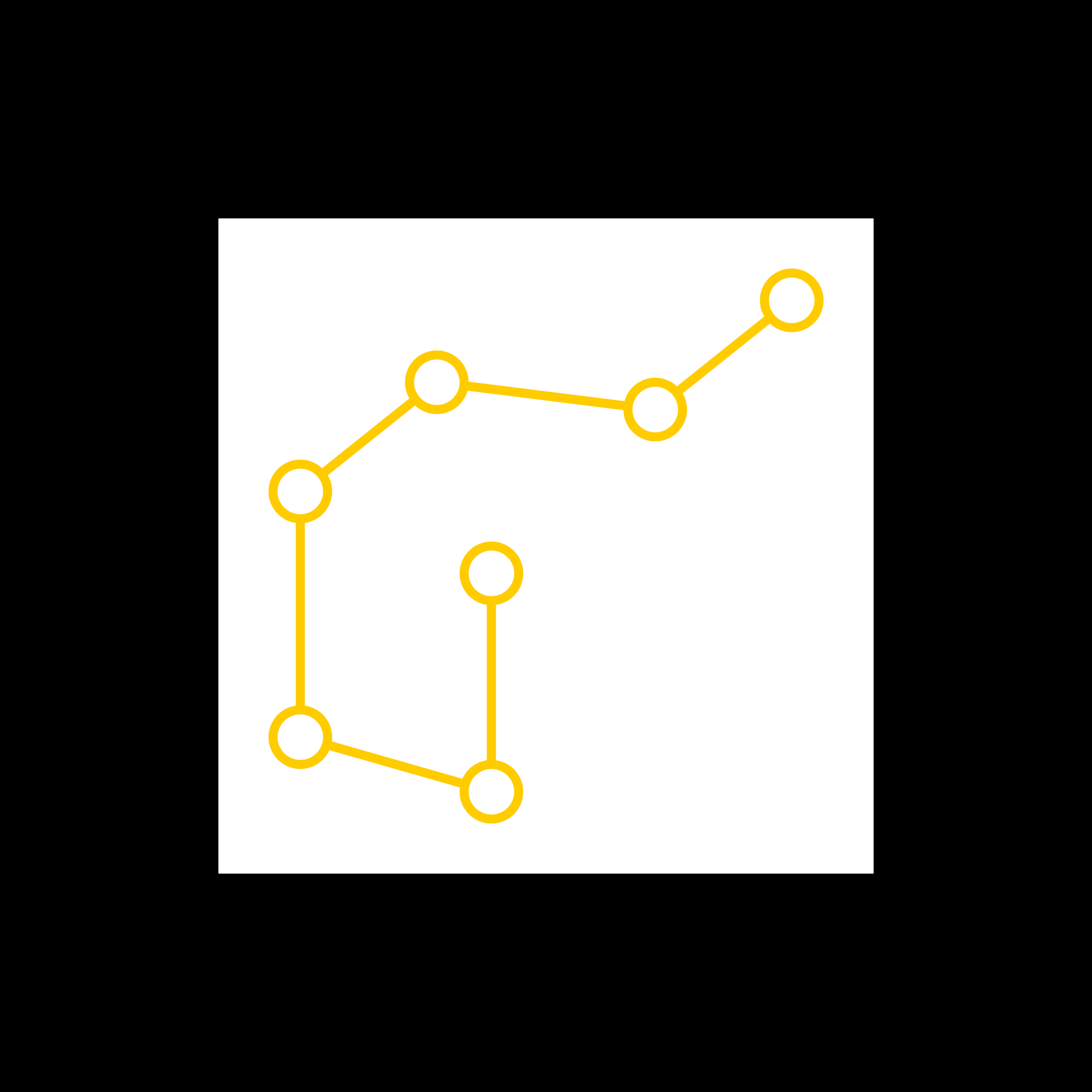
Hải Dương (Hải Dương tỉnh, 海陽省)
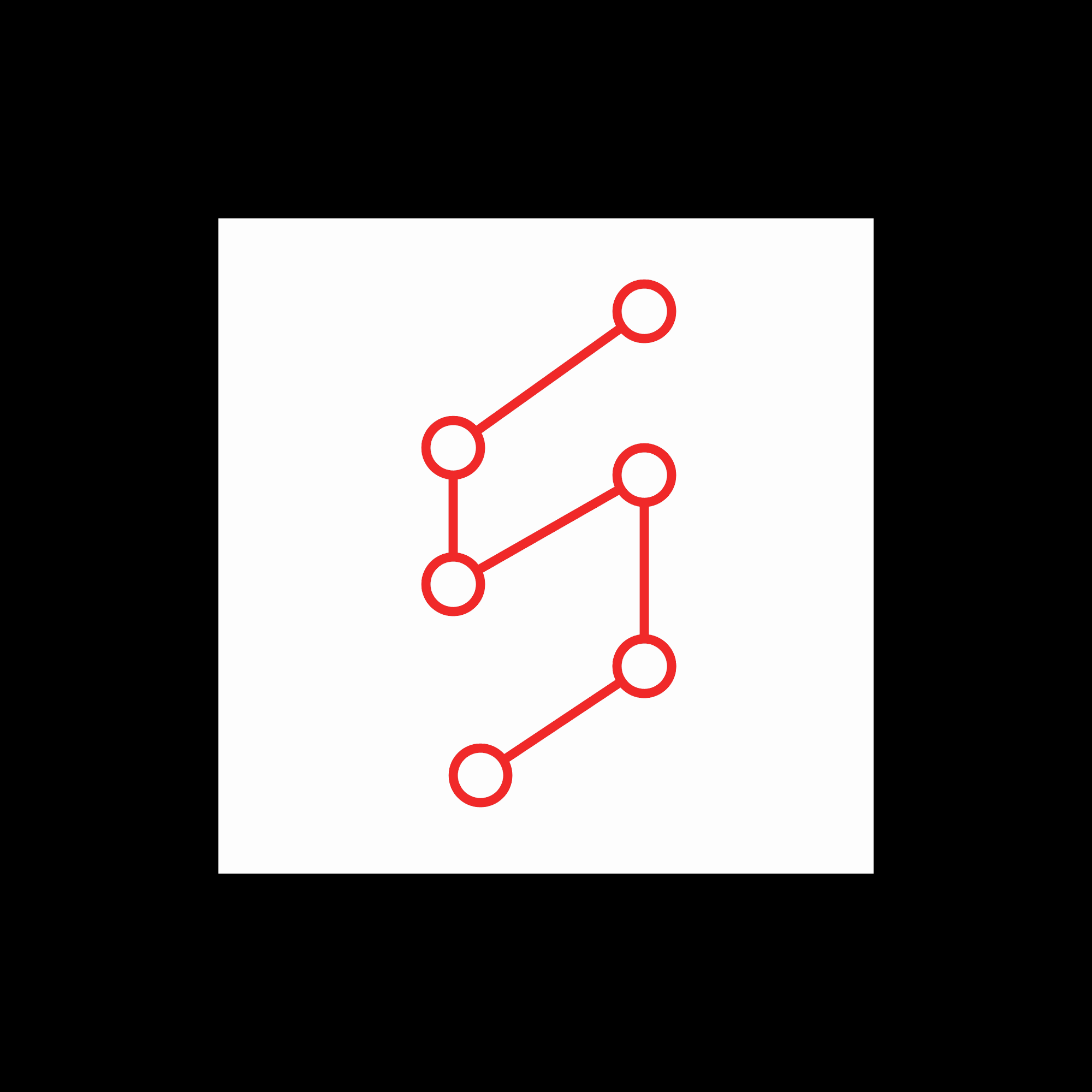
Nam Dinh (Nam Định tỉnh, 南定省)

### Province della Regione centrale

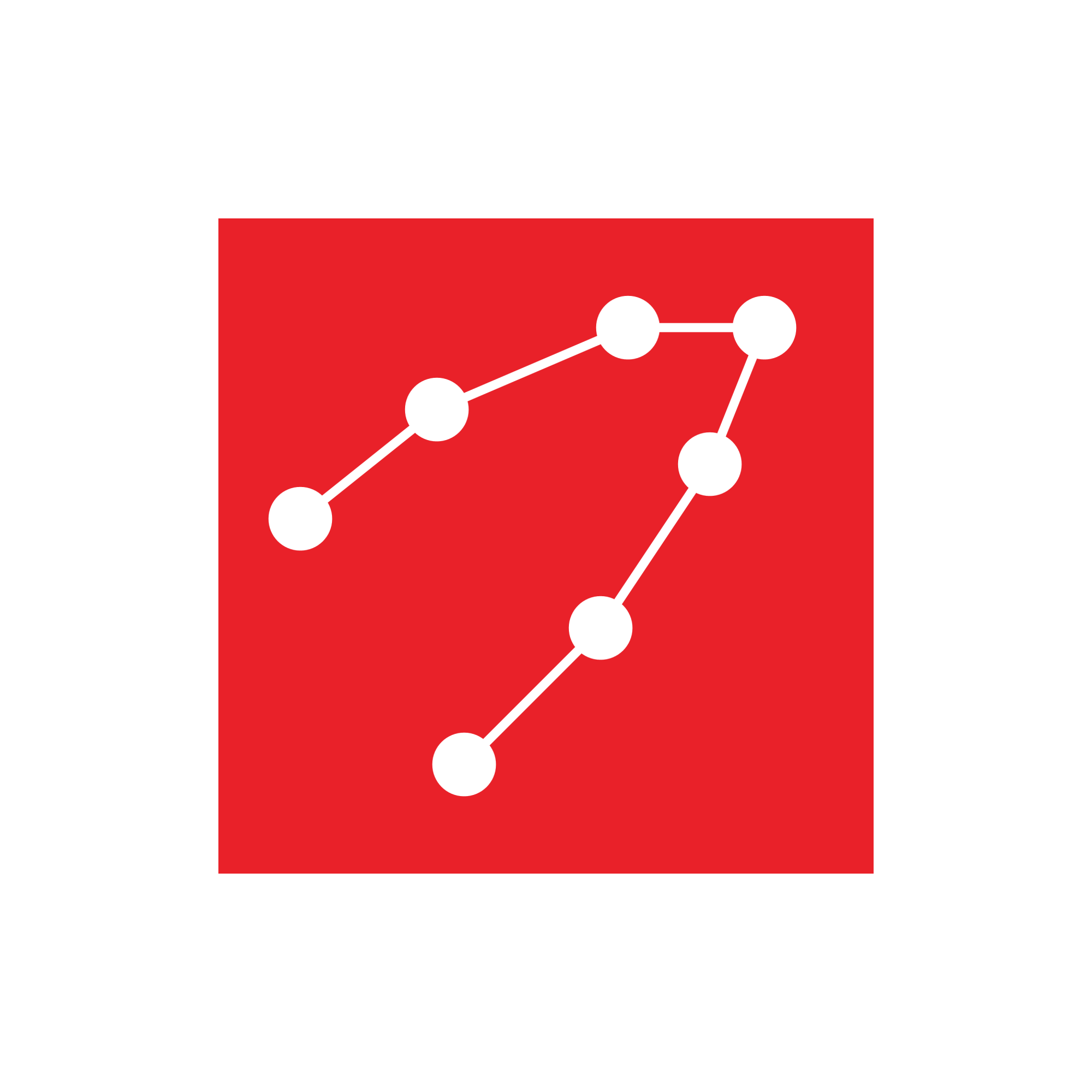
Thanh Hóa (Thanh Hóa tỉnh, 清化省)
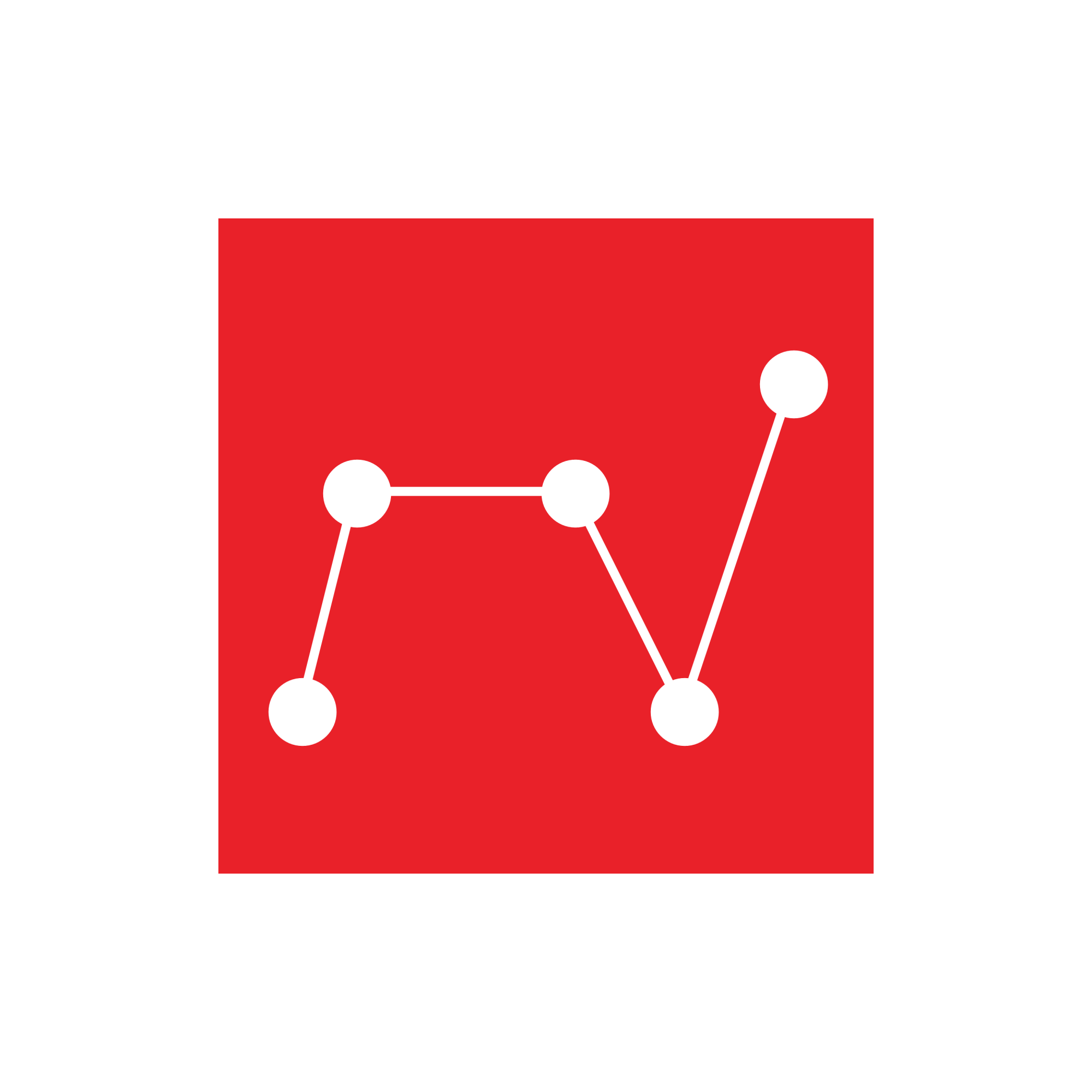
Nghe An (Nghệ An tỉnh, 乂安省)
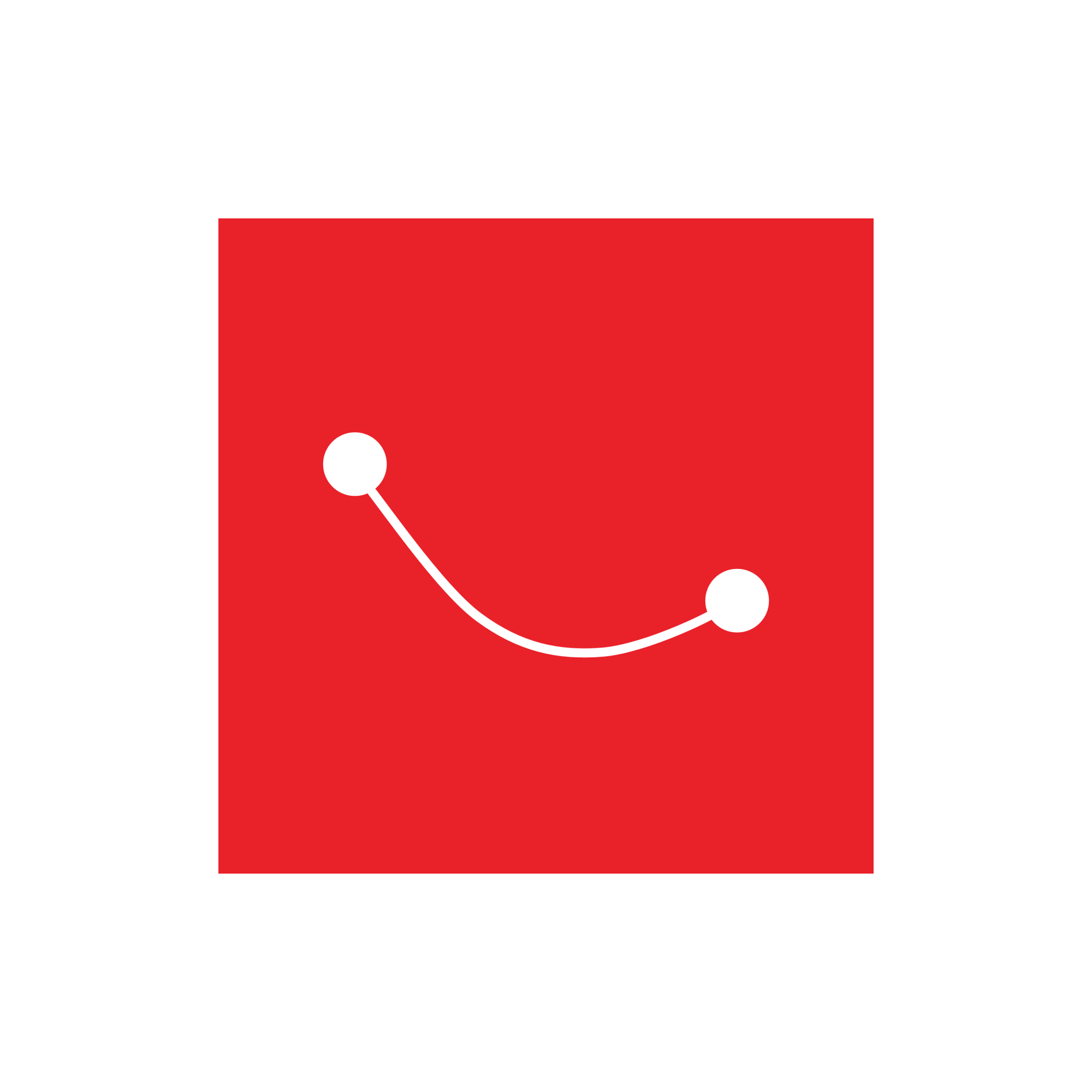
Ha Tinh (Hà Tĩnh tỉnh, 河靜省)

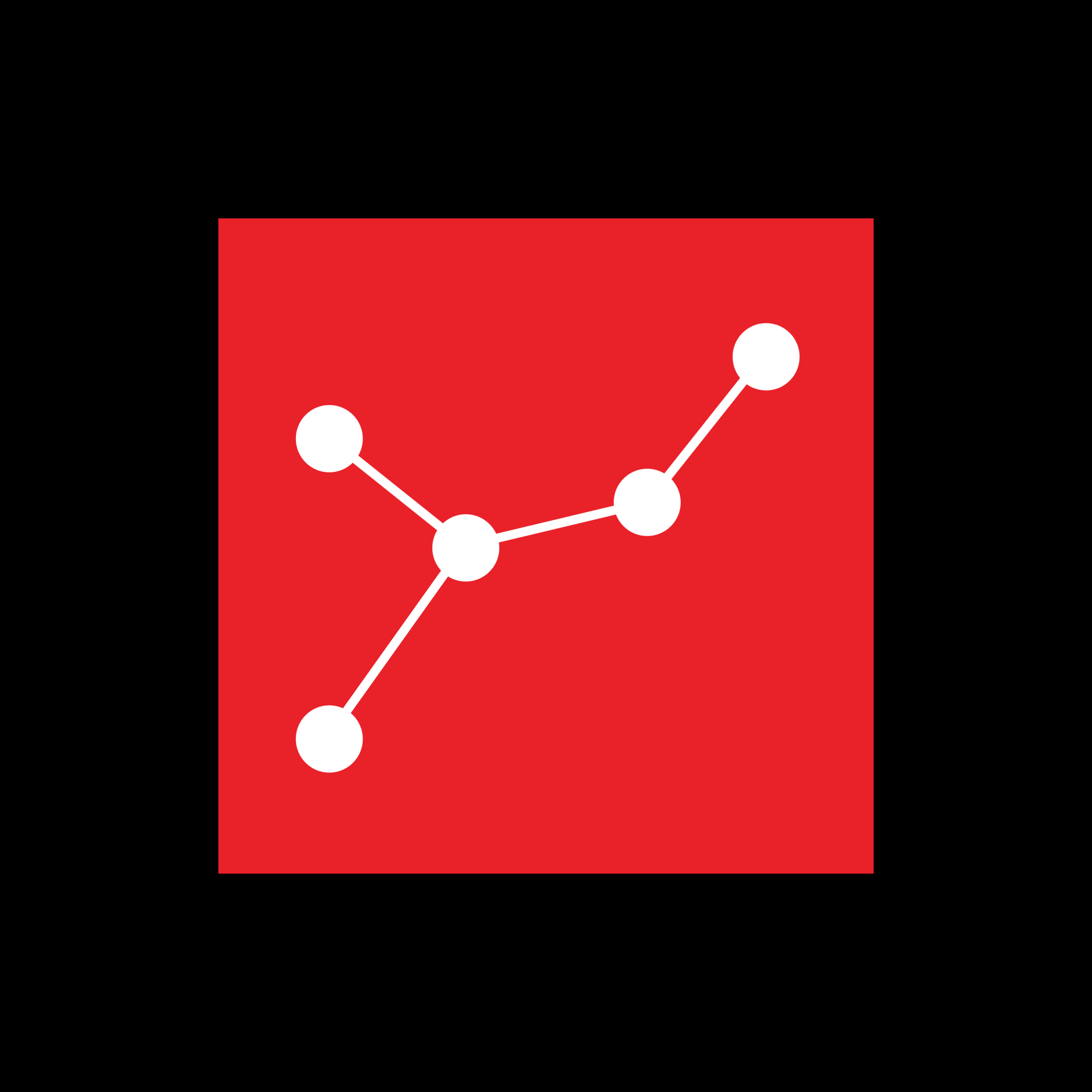
Binh Dinh (Bình Định tỉnh, 平定省)
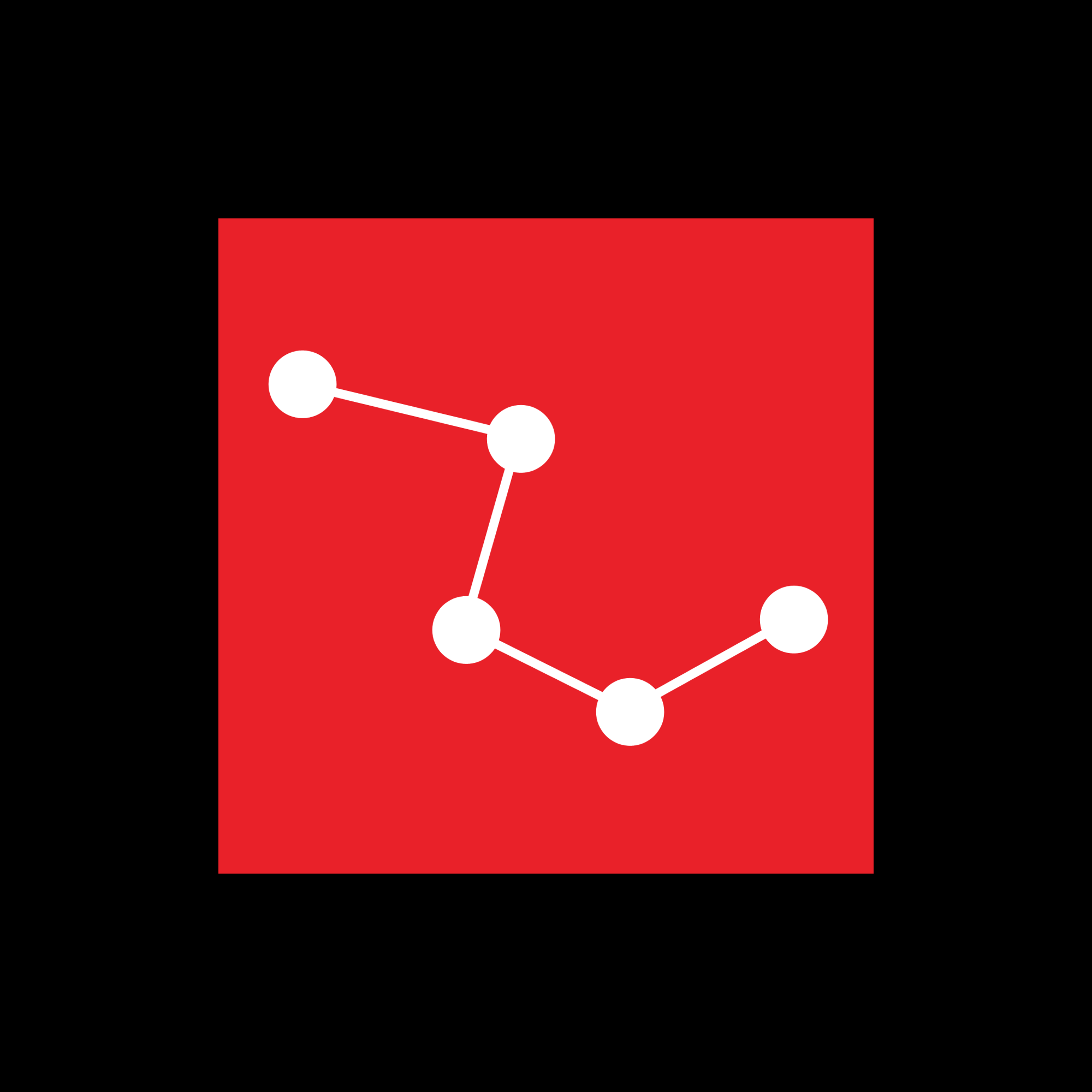
Phu Yen (Phú Yên tỉnh, 富安省)
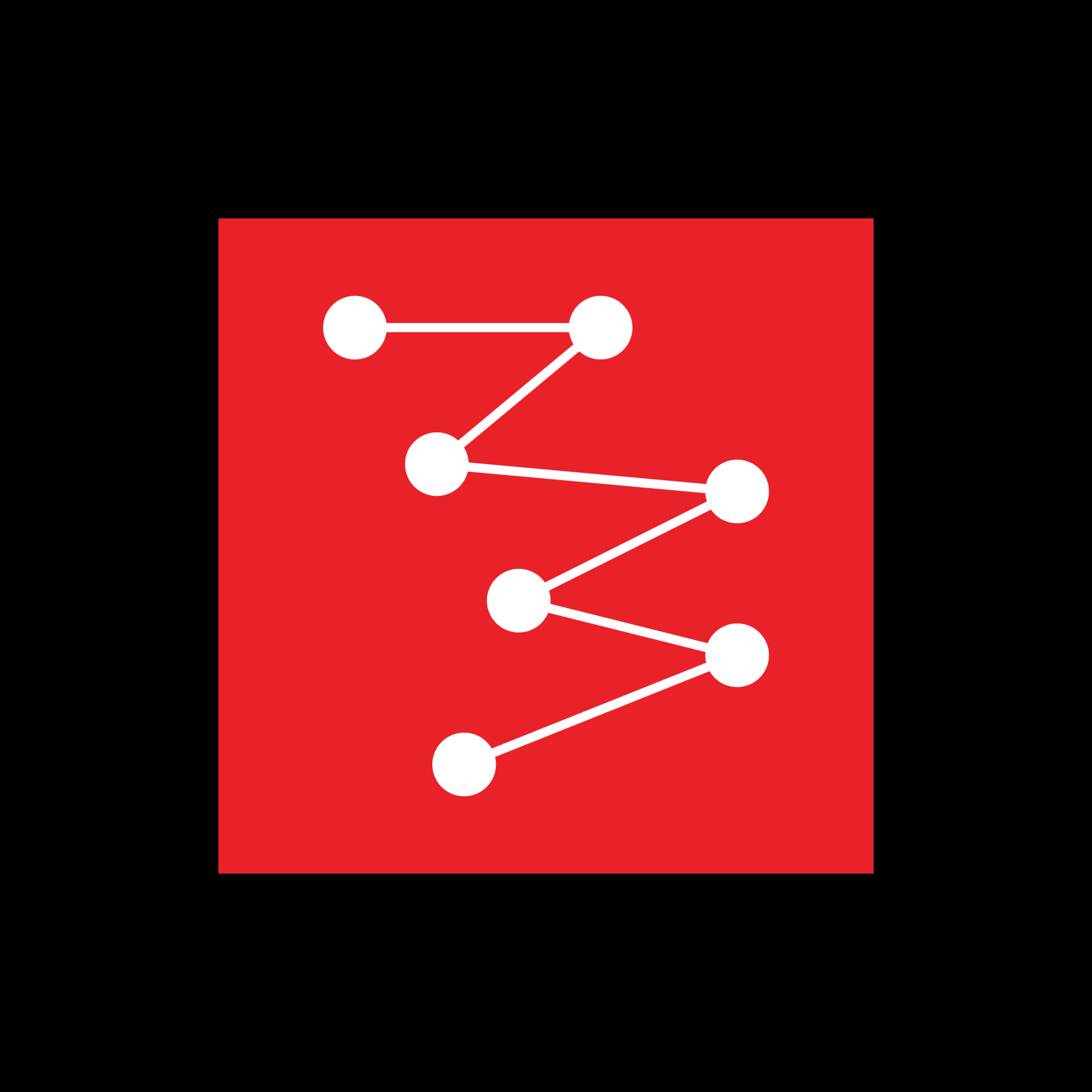
Khanh Hoa (Khánh Hòa tỉnh, 慶和省)
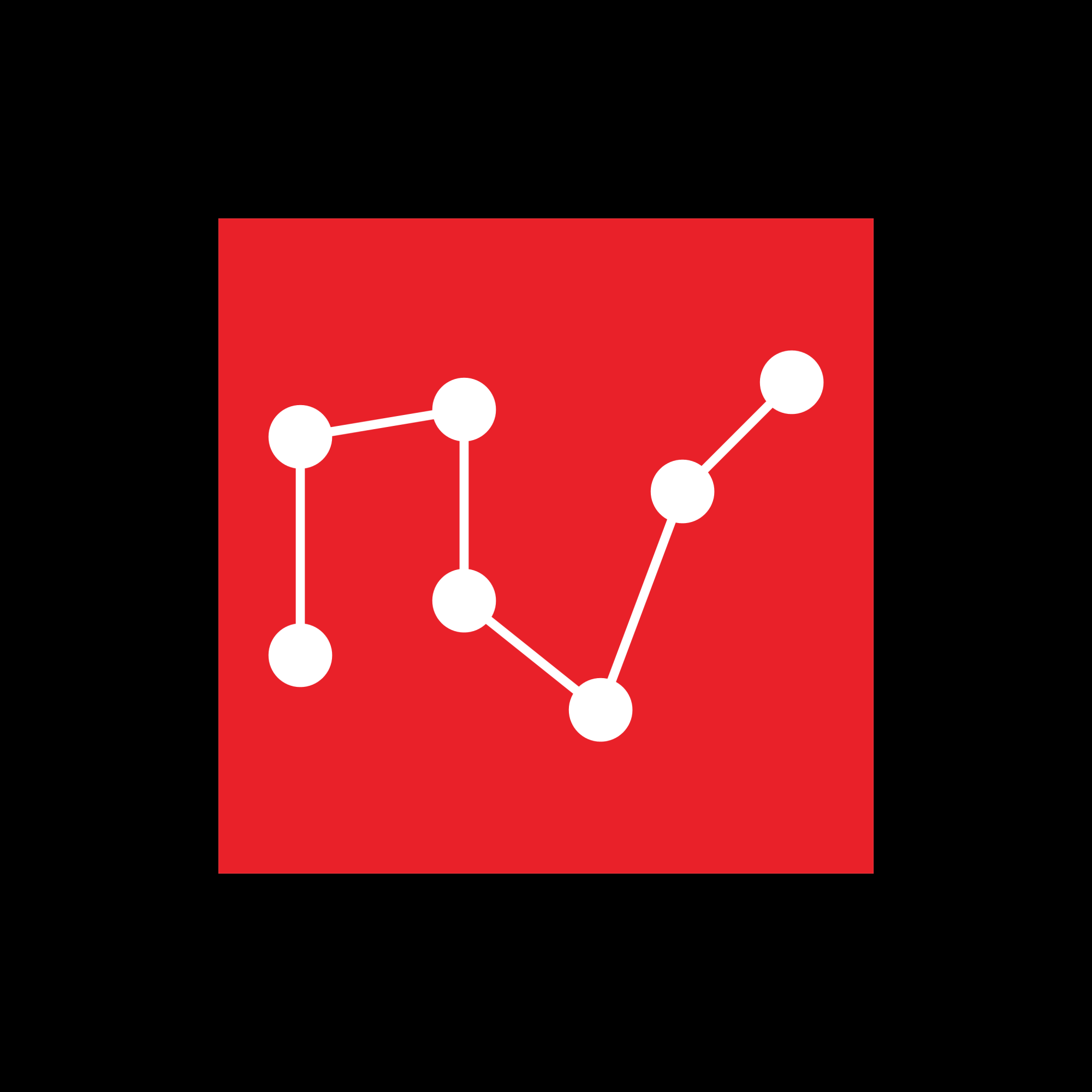
Binh Thuan (Bình Thuận tỉnh, 平順省)